# 小馬特峰
45°56′18″N 7°43′47″E / 45.93833°N 7.72972°E

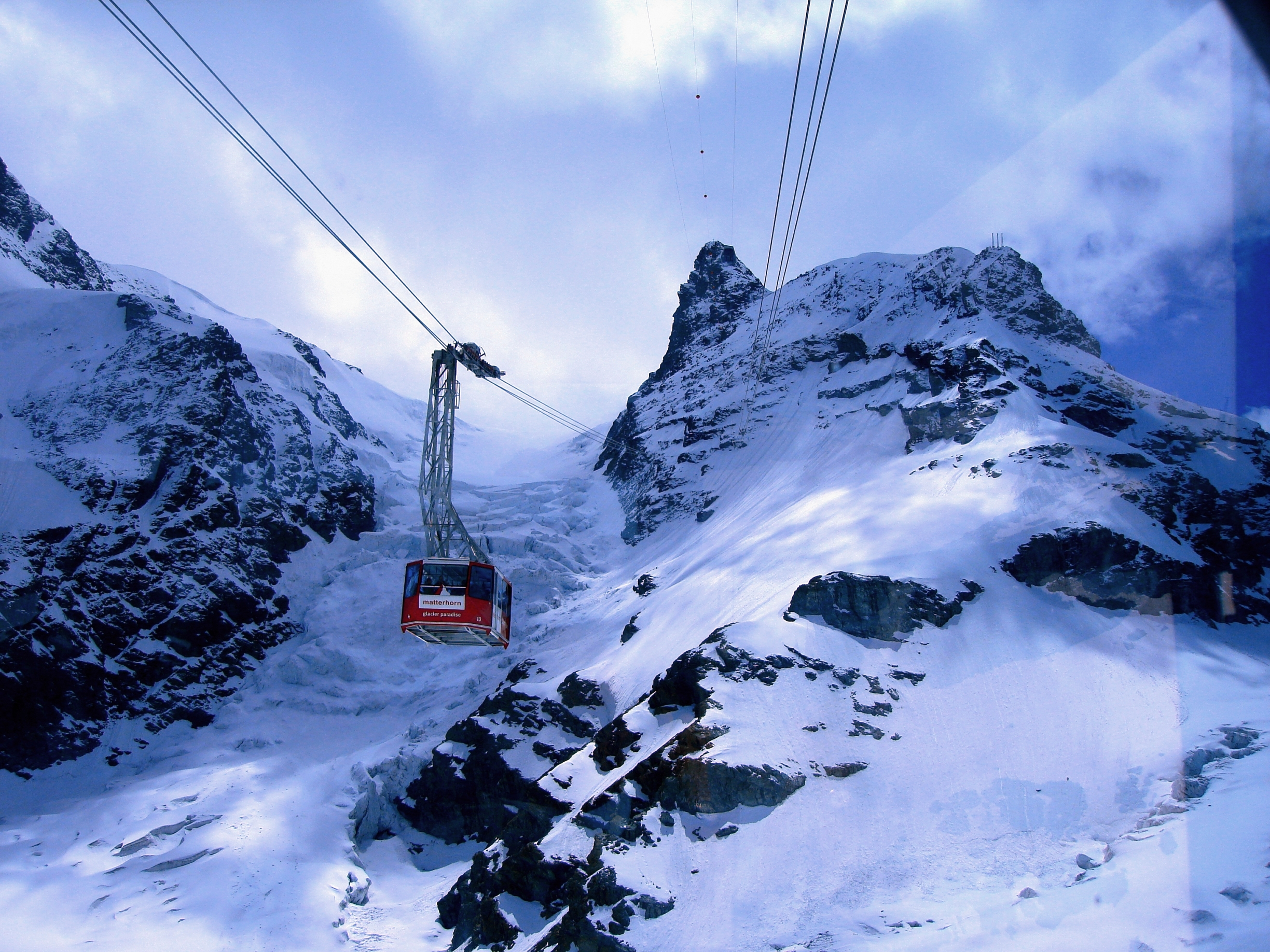

小馬特峰（Klein Matterhorn），是瑞士的山峰，位於該國南部，由瓦萊州負責管轄，屬於本寧阿爾卑斯山脈的一部分，海拔高度3,883米，人類在1789年首次登上該山峰。